# Biomolekyl

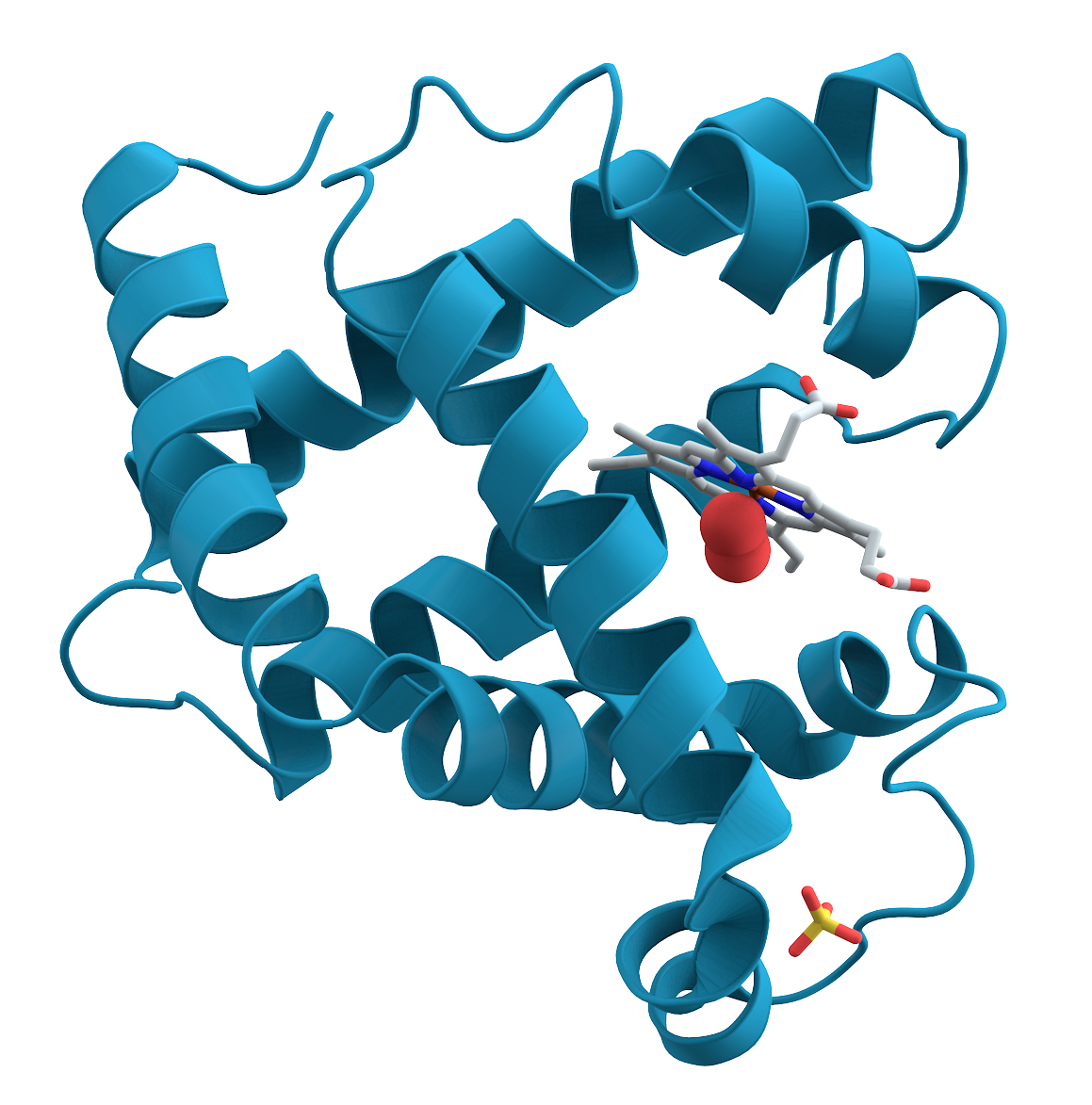
En 3D-representation av strukturen hos myoglobin.

En biomolekyl är en molekyl som har biologisk betydelse. Många biomolekyler är makromolekyler, till exempel proteiner, kolhydrater, polycykliska biopolymerer, lipider och nukleinsyror.

## Olika typer
Det finns en mycket stort antal biomolekyler uppdelade på bland andra följande:
- Små molekyler:
  - Lipider, fosfolipider, glykolipid, sterol
  - Vitaminer
  - Hormoner, neurotransmittorer
  - Kolhydrater, socker
  - Disackarider
- Monomerer:
  - Aminosyror
  - Nukleosider och nukleotider
  - Monosackarider
- Polymerer:
  - Peptider, oligopeptider, polypeptider, proteiner
  - Nukleinsyror, DNA, RNA
  - Oligosackarider, polysackarider (bland annat cellulosa)
  - Ligniner